# 拉姆森
拉姆森是瑞士沙夫豪森州的一个市镇。总面积13.45平方公里，总人口1469人（2018年12月31日）。